# Milly-sur-Bradon
Milly-sur-Bradon è un comune francese di 179 abitanti situato nel dipartimento della Mosa nella regione del Grand Est.

## Società

### Evoluzione demografica
Abitanti censiti